# All Because Of You
「All Because Of You」（オール ビコーズ オブ ユー）は、PUFFYの25枚目のシングル。2008年5月21日にキューンレコードから発売された。

## 解説
「All Because Of You」はアヴリル・ラヴィーンとブッチ・ウォーカーの共同作詞・作曲でブッチ・ウォーカーのプロデュース。2008年の初めにロサンゼルスでレコーディングされた。SONY WALKMANCM曲。
カップリングの「フロンティアのパイオニア」は奥田民生のアルバム「Fantastic OT9」収録の同曲カバー。プロデュースは斎藤有太。KAGOME野菜生活CM曲としても使用されており、彼女らもCMに出演している。
「Closet Full Of Love (RYUKYUDISKO Remix)」はRYUKYUDISKOによるhoneycreeper収録曲のリミックス。配信限定リリースだったが初CD化。
初回限定盤には昨年のツアーの模様を収録したDVD付き。

## 収録曲
1. All Because Of You [2:26]
作詞・作曲：アヴリル・ラヴィーン & ブッチ・ウォーカー
2. フロンティアのパイオニア [3:39]
作詞・作曲：奥田民生
3. Closet Full Of Love（RYUKYUDISKO Remix） [4:13]
作詞・作曲：ブッチ・ウォーカー & Kara DioGuardi、編曲：RYUKYUDISKO